# Kay Richert

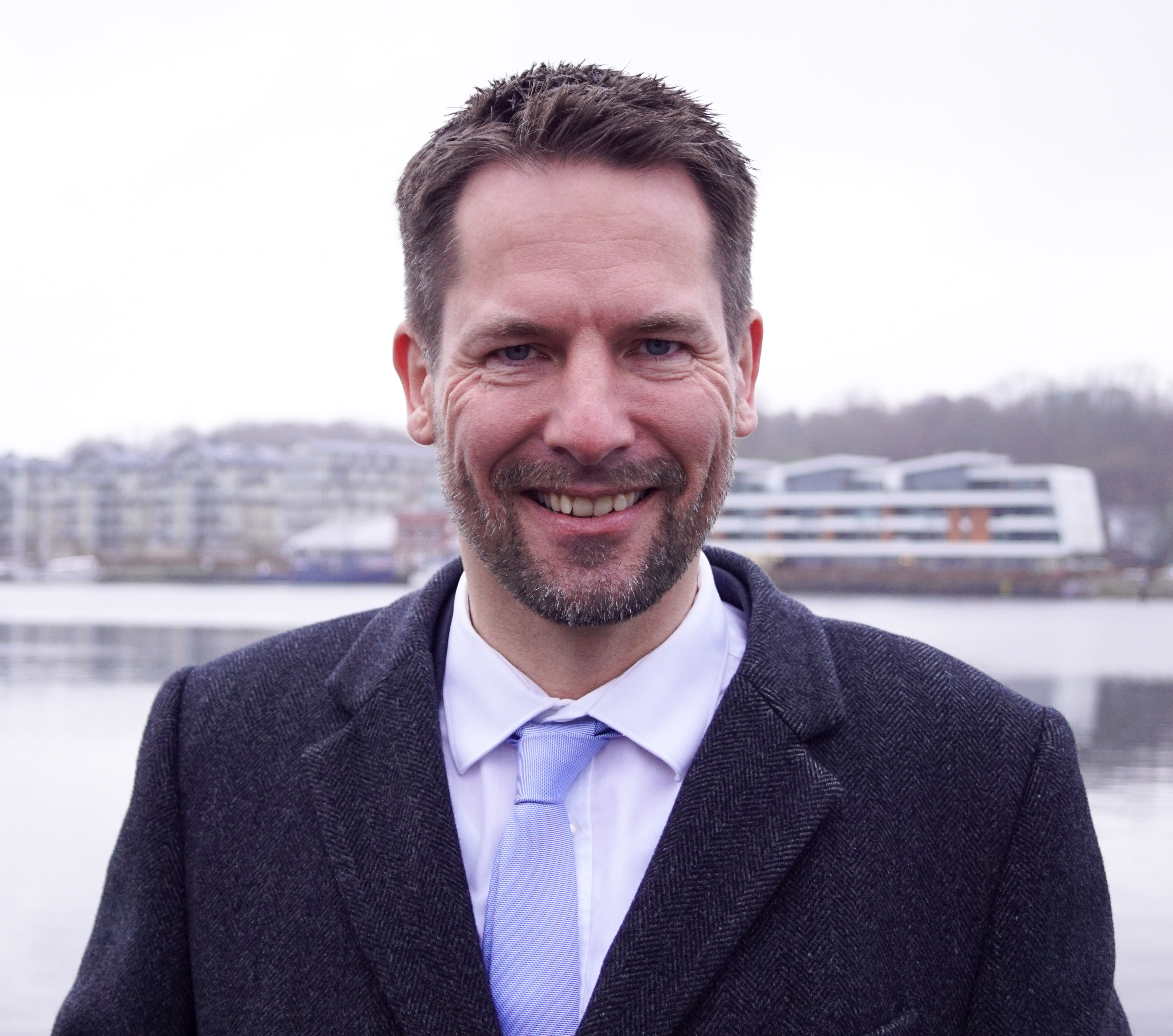
Kay Richert (2020)

Kay Richert (* 29. April 1973 in Schleswig) ist ein deutscher Politiker der Freien Demokratischen Partei (FDP). Er war von 2017 bis 2022 Mitglied des Landtags Schleswig-Holstein.

## Werdegang
Kay Richert absolvierte nach dem Abitur 1992 am Bernstorff-Gymnasium Satrup seinen Wehrdienst. Er studierte Pädagogik und Internationales Management an der Universität Flensburg. Nach dem Wechsel an die Hochschule des Bundes schloss er dort 2003 ein Studium der Verwaltungswirtschaft als Diplom-Verwaltungswirt (FH) ab, schlug im Anschluss daran die Inspektorenlaufbahn bei der Bundeswehr ein und war im gehobenen Dienst der Wehrverwaltung des Bundes tätig, unter anderem in Bonn, Kiel und Flensburg. Innerhalb der Bundeswehr nahm er Aufgaben in der Personalentwicklung, der Presse- und Öffentlichkeitsarbeit sowie im Management von wehrtechnischen Anlagen und Liegenschaften für die Landesverteidigung wahr. Daneben war Richert ab 2012 als Trainer am Bildungszentrum der Bundeswehr in Mannheim im Bereich der Kommunikations- und Verhandlungsschulung von Fach- und Führungskräften tätig.
Kay Richert ist evangelisch, verheiratet und hat eine Tochter und zwei Söhne.

## Politische Laufbahn
Seit 2003 ist Richert Mitglied der FDP Flensburg, ab 2005 als Mitglied im geschäftsführenden Vorstand. Von 2011 bis 2015 und wieder seit 2019 ist er Vorsitzender der FDP Flensburg. Er ist außerdem Mitglied des Landesvorstands der FDP Schleswig-Holstein. 2010 und 2016 war Richert Kandidat der FDP für die Wahl zum Oberbürgermeister der Stadt Flensburg. Er erreichte dabei Stimmenanteile von 13,2 % (2010) und 18,6 % (2016). Richert war von 2013 bis 2020 Ratsherr der Stadt Flensburg und Vorsitzender der FDP-Ratsfraktion.
Bei der Landtagswahl in Schleswig-Holstein 2017 gelang Kay Richert der Einzug als Abgeordneter in den Landtag von Schleswig-Holstein über die Landesliste. Er kandidierte zudem im Landtagswahlkreis Flensburg und erreichte dort 3,6 % (2012), 7,9 % (2017) und 5,6 % (2021) der Erststimmen. Bei der Landtagswahl 2022 kandidierte er nicht mehr auf der Landesliste und schied damit am Ende der Legislaturperiode aus dem Parlament aus.
Innerhalb der FDP-Landtagsfraktion war er Sprecher für Wirtschaft, Verkehr und Arbeitsmarktpolitik, außerdem Sprecher für Angelegenheiten der nationalen Minderheiten in Schleswig-Holstein. Er war stellvertretender Vorsitzender des Wirtschaftsausschusses und leitete den Gemeinsamen Arbeitskreis Wirtschaft der Kieler Jamaika-Koalition.

## Ehrenämter
Richert ist Mitglied in mehreren gemeinnützigen Vereinen. Unter anderem leistet er ehrenamtliche Vorstandsarbeit im Verein Heilandskapelle Weiche – Verein zur Förderung von Kultur, Begegnung und Stadtteilentwicklung in Flensburg-Weiche e. V. sowie im ADS-Grenzfriedensbund. Gewerkschaftlich ist Richert organisiert im Verband der Beamten und Beschäftigten der Bundeswehr unter dem Dach des DBB, bis 2017 gehörte er dem geschäftsführenden Vorstand der Ortsgruppe Flensburg an.